# 간포 생명보험
주식회사 간포 생명보험(일본어: 株式会社かんぽ生命保険 간포세이메이호켄[*], 영어: Japan Post Insurance Co., Ltd.)는 2005년 10월 21일에 공포된 우정민영화 관련 6개 법안에서 규정된 생명보험업의 운영을 담당하기 위하여 2007년 10월 1일에 설립된 생명보험 회사이다. 보통 JP 간포 생명이라고 부른다.

## 개요
회사명은 법으로 정하지 않았고, 법문에서는 우편보험으로 표현하고 있다.
간포 생명보험의 준비회사가 되는 주식회사 간포가 2006년 9월 1일에 설립되었다. 2007년 10월 1일에 주식회사 간포 생명보험으로 전환하였으며, 일본우정공사에서 주로 생명보험사업 관련 업무를 이관하고, 필요한 시설과 직원 등을 승계하였다.
명칭인 ‘간포’는 ‘간이보험’(일본어: 簡易保険/かんいほけん 간이호켄[*])의 줄임말로, 일본의 우체국에서 영업직과 창구를 통해 판매하고, 일본우정공사가 운영하는 간이생명보험사업을 가리킨다. 로마자로 ‘Kampo’라고 쓰기도 한다.

## 같이 보기
- 일본의 우정민영화
- 간이 보험
- 일본우정